# Macintosh Quadra

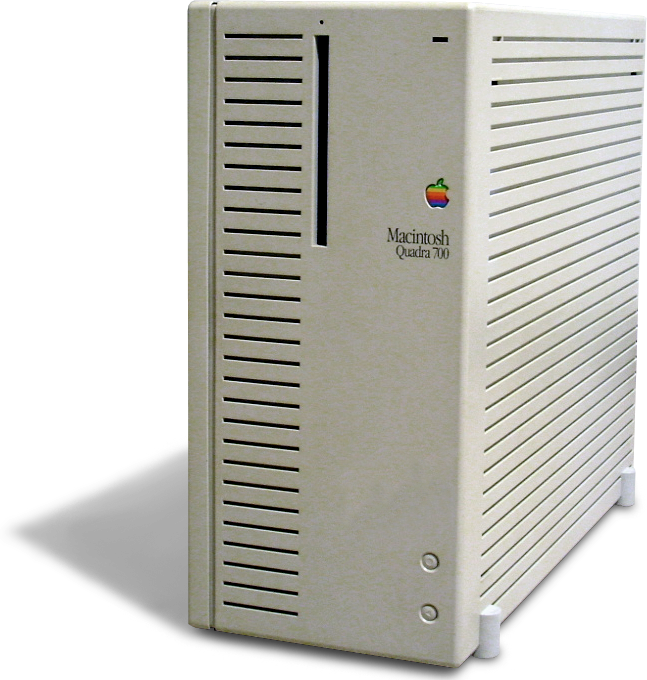
Macintosh Quadra 700

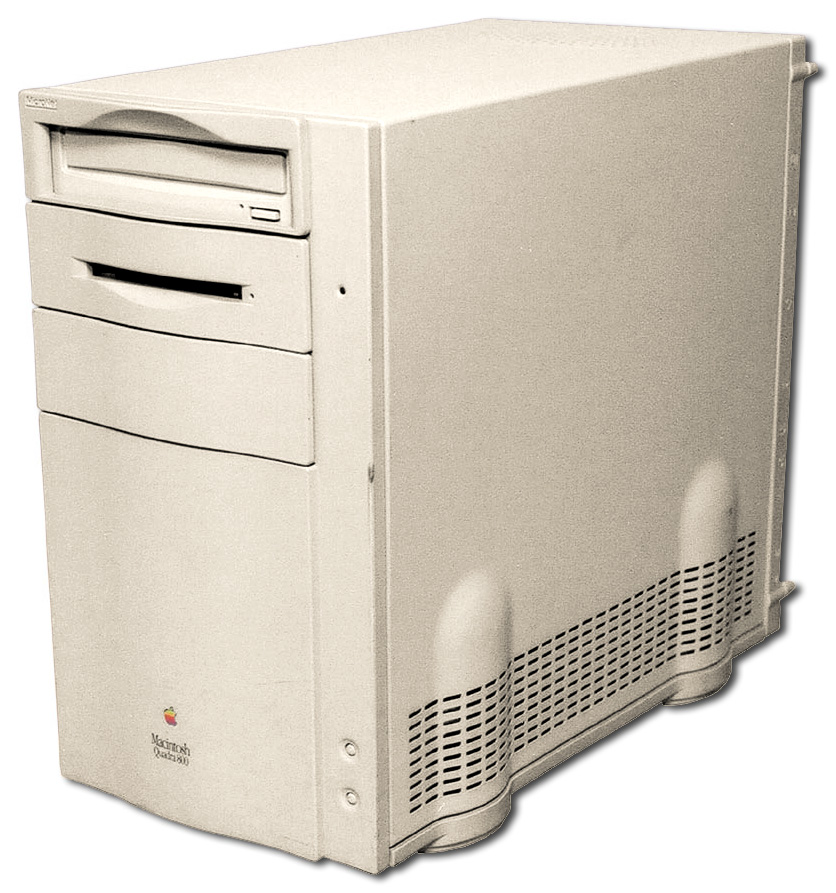
Macintosh Quadra 800

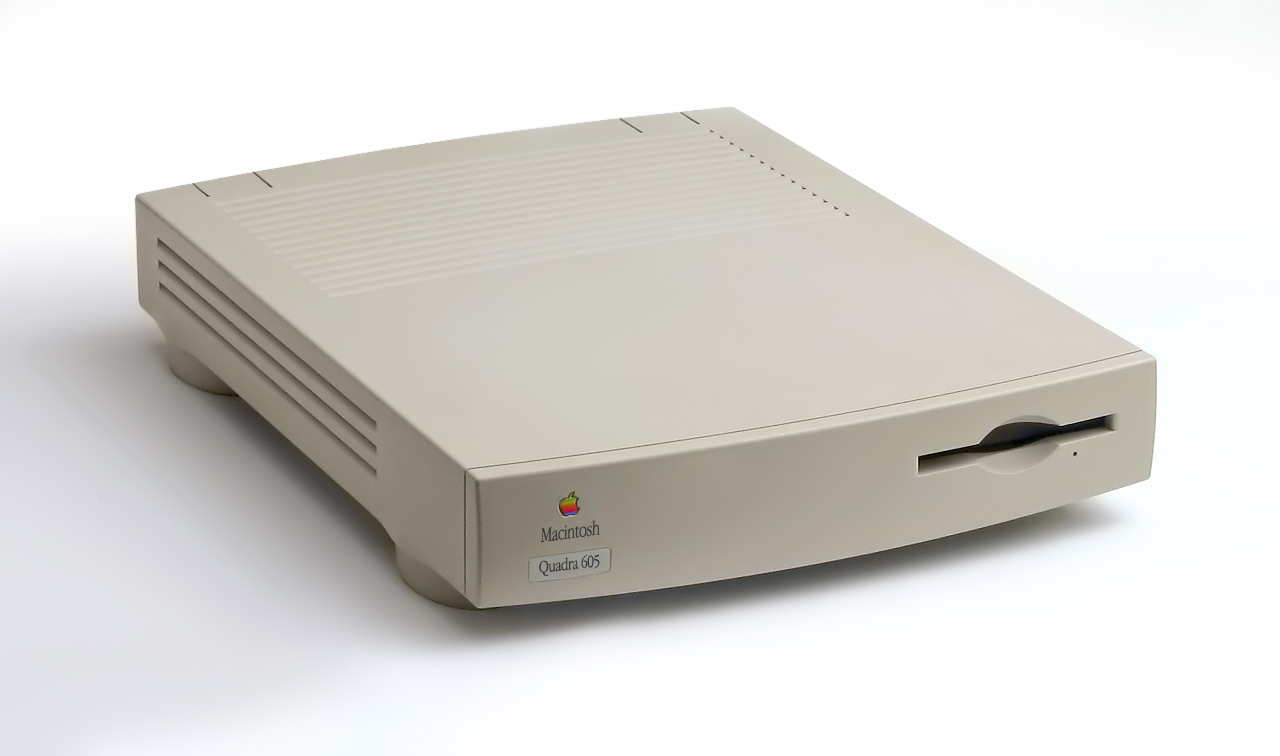
Macintosh Quadra 605

Macintosh Quadra（マッキントッシュ クアドラ）とは、Apple製のパーソナルコンピュータMacintoshのシリーズ名の一つ、又は機種を指す。モトローラの68000系CPUを搭載していた通称「68k Mac」と呼ばれるシリーズの中で最上位に該当する。
通常はMacintoshを略して、単に"Quadra"と呼ばれることが多い。

## 概要
1991年10月にQuadra 700とQuadra 900の販売が開始される。1994年のPower Macintoshシリーズが登場するまで、Macintoshシリーズの最上位機種とされていた。
CPUに68040を搭載した最初のMacintoshであり、それに因んで、ラテン語の4を表す"quad"からQuadraと命名された。それまでのMacintoshシリーズで採用されていたCPUである68030との性能差は最大で3倍、Macintosh史上最大（当時）のパフォーマンスアップであったとも言われ、その自信と誇りが商品名にも反映されている。
Quadra 900, 950の価格は最上位という性質上、100万円以上し「自動車が買えるくらい高い」という表現がよく使われた。

### デザイン
- Quadraシリーズには、Macintoshシリーズで初めて縦置きを前提とした筐体が採用された。Quadra 700の筐体はMacintosh IIcxの筐体とよく似ているが、Appleのロゴマークや機種名の表記が縦向きでデザインされている。また、Quadra 900, 950の筐体は、縦長の大型で通称「タワー型」と呼ばれるフロアスタンド（床置き）タイプとなっており、これもMacintoshシリーズ初となる[1]。
- 本体デザインは、Macintosh SE等の本体デザインで知られるフロッグデザインのスノーホワイト路線を踏襲したApple社内のデザインチームによるもの。色は全機種で白を採用。排熱口を兼ねた細長のスリット状の模様が数本刻まれており、このスリットが大型ボディの無骨なイメージを軽減させ、インテリア性の高い外観となっている。

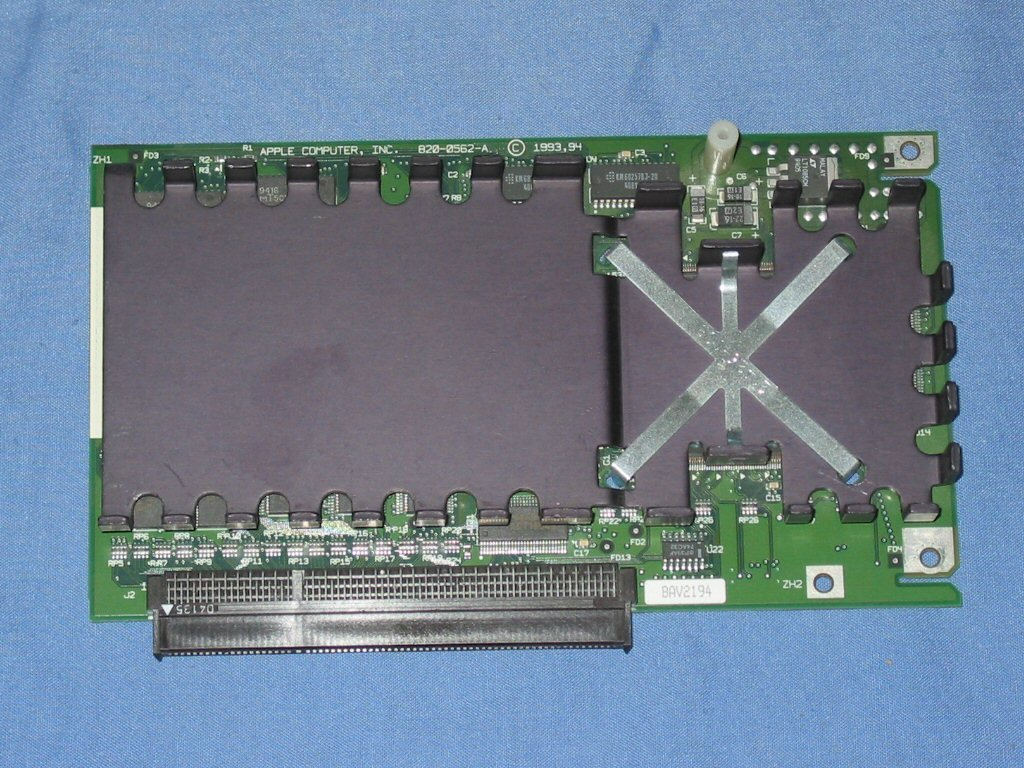
040 PDS用の、PowerPC 601を搭載したPower Macintosh Upgrade Card

### アップグレード
- Appleが1994年に発売したPower Macintosh Upgrade Cardを040 PDSに挿してPowerPC 601を利用することができる。漢字Talk 7.5以降が必須である。

## 年表
（括弧内の表記はクロック周波数。CPUは全て68040）
1991年
Quadra 700 (25MHz)
Quadra 900 (25MHz)
1992年
Quadra 950 (33MHz)
1993年
Quadra 605 (25MHz) - 日本ではほぼ同じスペックのモデルがMacintosh LC 475として登場している。
Quadra 610 (25MHz)
Quadra 650 (33MHz)
Quadra 660AV (25MHz)
Quadra 800 (33MHz)
Quadra 840AV (40MHz)
1994年
Quadra 630 (33MHz) - 日本ではほぼ同じスペックのモデルがMacintosh LC 630及びPerforma 630として登場している。